# Light Me Up
Light Me Up är det amerikanska rockbandet The Pretty Reckless debutalbum, som släpptes den 27 augusti 2010 av Interscope Records. 

## Bakgrund
Skrivandet av skivan började år 2008 då Taylor Momsen, sångare i bandet, träffade producenten Kato Khandwala och den nuvarande gitarristen i bandet, Ben Phillips. Två månader innan skivan släpptes släppte bandet sin första EP, The Pretty Reckless EP. Deras EP innehöll fyra låtar som sen skulle vara på skivan Light me up.

## Singlar
"Make Me Wanna Die"  släpptes den 30 mars 2010 i USA och den 13 maj 2010 i Storbritannien.
"Miss Nothing" släpptes den 23 augusti 2010 bara i Storbritannien.
"Just Tonight"  släpptes den 27 december 2010 bara i Storbritannien.

## Låtlista
Alla låtar är skrivna av Taylor Momsen, Ben Phillips och Kato Khandwala.
| Nummer | Titel                  | Längd |
| ------ | ---------------------- | ----- |
| 1      | "My Medicine"          | 3:14  |
| 2      | "Since You're Gone"    | 2:41  |
| 3      | "Make Me Wanna Die"    | 3:55  |
| 4      | "Light Me Up"          | 3:27  |
| 5      | "Just Tonight"         | 2:48  |
| 6      | "Miss Nothing"         | 3:13  |
| 7      | "Goin' Down"           | 3:35  |
| 8      | "Nothing Left To Lose" | 4:11  |
| 9      | "Factory Girl"         | 3:31  |
| 10     | "You"                  | 3:32  |

## Medverkande
The Pretty Reckless
- Taylor Momsen – Sång (alla låtar)
- Ben Phillips – gitarr (alla låtar); bakgrundssång ("Make Me Wanna Die",  "Goin' Down")
- Jamie Perkins – trummor (alla utom "You")
- Mark Damon - bas (alla låtar)

Ytterligare personal
| - John Bender – bakgrundssång (alla utom "My Medicine") - Jon Cohan – trumtekniker (alla utom "You") - William Derella – exekutiv producent - Jonathan Dinklage – fiol ("Make Me Wanna Die", "You") - Lauren Dukoff – fotograf - Dave Eggar – cello ("Make Me Wanna Die", "You") - Robert Fisher – art direction, design - James Frazee – teknikassistent (alla utom "Make Me Wanna Die", "Miss Nothing", "Goin' Down", och "You"); ytterligare teknik ("Factory Girl") | - Kato Khandwala – teknik, gitarr, mixning, produktion (alla låtar); programmering (alla utom "Goin' Down"); slagverk (alla utom "Since You're Gone"); bas (alla utom "My Medicine" och "You"); strängarrangemang ("Make Me Wanna Die", "Just Tonight", "You") - Dan Korneff – mixteknik ("Make Me Wanna Die") - Michael "Mitch" Milan – teknikassistent (alla utom "You") - David Sonenberg – exekutiv producent |